# Marco Heuberg
Marco Heuberg (* 1969 in Bremen) ist ein deutscher Moderator und Sachbuchautor. Bekannt wurde er durch seine Auftritte in der auf RTL II laufenden Sendung Der Trödeltrupp.

## Leben
Heuberg wurde in Bremen geboren und besuchte ein Bremer Gymnasium und studierte später Sport. Als freier Mitarbeiter hat er für die Bremer Tageszeitungen gearbeitet. Seine Sammler- und Händlerkarriere begann er im Jahr 1984. Er spezialisierte sich auf antiquarische Comichefte und sammelte erste Erfahrungen mit deren An- und Verkauf. Mitte der 1990er Jahre erweiterte Heuberg seine Sammlung um historische Reklame.
Heuberg ist Inhaber der Nissen Heuberg Luley OHG, zu der die Comic Mafia und Schilder Mafia in Bremen gehören. Gemeinsam mit Jochen Rath, der ebenfalls bei der Schilder Mafia arbeitet, brachte er 2018 das Sachbuch Blech is beautiful! heraus. Das Buch erschien jeweils in einer Berliner und einer Bremer Ausgabe; beide Bände erschienen zusätzlich in einer Deluxe-Edition mit deutlich mehr Illustrationen.
Seit 2015 ist er in der Doku-Soap Der Trödeltrupp – Das Geld liegt im Keller auf RTL II zu sehen. Dort fungiert er als Moderator und führt die Zuschauer durch die Episode, unterstützt aber auch als Trödel-Experte bei Verkaufsgesprächen, organisiert Flohmärkte oder stellt Kontakte zu Händlern her und leistet seelischen Beistand. Bisher war Heuberg in über 40 Episoden des Formats zu sehen.

## Werke
- Blech is beautiful! – Bremen Edition: Das gerettete Reklameschilderarchiv – Ein Jahrhundertfund. Sachen aus Blech, 2018, ISBN 978-3-9819873-0-0
- Blech is beautiful! – Berlin Edition: Das gerettete Reklameschilderarchiv – Ein Jahrhundertfund. Sachen aus Blech, 2018, ISBN 978-3-9819873-5-5